# Іванов Григорій Володимирович
Григорій Володимирович Іванов (рос. Григорий Владимирович Иванов; нар. 28 листопада 1971, Грозний, Чечено-Інгушська АРСР, РРФСР) — радянський та російський футболіст та тренер, виступав на позиції нападника.

## Кар'єра гравця
У 1990 році заявлений за «Спартак» (Орджонікідзе), в складі якого завоював право виступати у вищій лізі. Після розпаду СРСР пробував свої сили в запорізькому «Металурзі», проте незабаром повернувся до Владикавказа, спочатку грав у «Спартаку», а згодом — в «Автодорі». У другому за значенням клубі міста в 12 матчах забив 14 м'ячів, що дозволило «Автодору» вийти в першу лігу. У 1995 році перейшов у «Ростсільмаш», проте в клубі закріпитися не вдалося й Григорій знову повернувся в «Автодор». З 1998 по 1999 рік грав у «Волгар-Газпромі», а потім — у «Ності» (Новотроїцьк), але знову повернувся в «Автодор». У 2002 році виступав за «Промінь» (Владивосток) у другому дивізіоні. У 2003 році виступав за «Спартак» (Луховиці). Кар'єру завершив 2004 року в астраханському «Суднобудівнику».
У вищій лізі СРСР провів 8 матчів, а у вищій лізі Росії — 7.

## Особисте життя
Григорій Іванов народився в Грозному, проте ще в дитинстві переїхав до Владикавказа, де в 1988 році й закінчив місцеву середню школу № 50. Ще будучи футболістом у 1995 році закінчив Північно-Осетинський державний університет за спеціальністю «Фізична культура». У 2005 році закінчив владикавказьку філія Сучасної гуманітарної академії, де навчався на юридичному факультеті.

## Досягнення

### Як гравця
«Спартак» (Владикавказ)
- Перша ліга СРСР
  -  Чемпіон (1): 1990